# Oumar N'Diaye (football)
Pour les articles homonymes, voir Oumar N'Diaye et N'Diaye.
Oumar N'Diaye est un joueur de football franco-mauritanien, né le 22 juillet 1985 à Mantes-la-Jolie. Il compte 21 capes avec l'équipe nationale de Mauritanie.
Il est le grand frère de Bakary N'Diaye, également footballeur.

## Biographie
Ce défenseur central mesure 1,87 m pour 79 kg. Titulaire au CA Lisieux (en D.H.) à 18 ans, puis à Mondeville (en CFA), il a signé en juin 2007 un contrat professionnel de 2 ans avec le SM Caen.
À la suite de l'appel aux joueurs mauritaniens des dirigeants de la FFRIM sur la RFI, Oumar N'Diaye s'est déclaré intéressé pour intégrer les Mourabitounes.
Le 28 juillet 2008, il est prêté une saison au club breton de Vannes, promu en Ligue 2. Barré par l'argentin Barzola et Seube à Caen, ce prêt lui permet de gagner du temps de jeu. À l'issue de la saison 2009-2010, son contrat à Caen n'est pas reconduit.
En octobre 2010, il retrouve son ancienne équipe à Mondeville. En janvier 2011, l'UJA Alfortville club évoluant en National lui propose un contrat le club et le joueur accepte. Il retrouve du temps de jeu en espérant retrouver l'échelon supérieur. En 2011 il signe a Vannes OC en défenseur central, club où il a déjà évolué lors de la saison 2008/2009. En octobre 2012 lors d'un match de championnat face au Red Star 93, il se blesse gravement à la suite d'un choc avec son ancien coéquipier à Vannes : Cédric Sabin.
Non conservé par le VOC pour la saison 2013/2014, il s'engage au FC Mantois en novembre 2013.

## Statistiques
| Saison                | Club                  | Championnat           | Championnat | Championnat | Coupe nationale | Coupe nationale | Coupe de la Ligue | Coupe de la Ligue | Total | Total |
| Saison                | Club                  | Division              | M.          | B.          | M.              | B.              | M.                | B.                | M.    | B.    |
| 2007-2008             | SM Caen               | Ligue 1               | 5           | 0           | 0               | 0               | -                 | -                 | 5     | 0     |
| 2008-2009             | Vannes OC             | Ligue 2               | 19          | 1           | 0               | 0               | -                 | -                 | 19    | 1     |
| 2009-2010             | SM Caen               | Ligue 2               | 1           | 0           | 0               | 0               | -                 | -                 | 1     | 0     |
| 2010-2011             | UJA Alfortville       | National              | 14          | 0           | 0               | 0               | -                 | -                 | 14    | 0     |
| 2011-2012             | Vannes OC             | National              | 28          | 3           | 1               | 0               | -                 | -                 | 29    | 3     |
| 2012-2013             | Vannes OC             | National              | 13          | 1           | 0               | 0               | -                 | -                 | 13    | 1     |
| 2013-2014             | FC Mantois 78         | CFA                   | 15          | 0           | 0               | 0               | -                 | -                 | 15    | 0     |
| 2014-2015             | FC Mantois 78         | CFA                   | 27          | 0           | 0               | 0               | -                 | -                 | 27    | 0     |
| 2015-2016             | FC Mantois 78         | CFA                   | 17          | 1           | 1               | 0               | -                 | -                 | 18    | 1     |
| 2016-2017             | FC Mantois 78         | CFA                   | 0           | 0           | 0               | 0               | -                 | -                 | 0     | 0     |
| Total sur la carrière | Total sur la carrière | Total sur la carrière | 139         | 6           | 1               | 0               | 0                 | 0                 | 140   | 6     |

## Carrière de footballeur
- 1993-2001 : FC Mantois 78 (Jeunes)
- 2001-2005 : CA Lisieux Football (DH)
- 2005-2006 : USON Mondeville (CFA)
- 2006-2007 : SM Caen B (CFA 2)
- 2007-2008 : SM Caen (L1, 5 matchs ; Coupe de la Ligue : 1 match)
- 2008-2009 : Vannes OC (prêt) (L2, 19 matchs, 1 but ; Coupe de la Ligue : 3 matchs)
- 2009-2010 : SM Caen (L2, 0 match)
- 14 nov 2010- 7 jan 2011 : USON Mondeville
- 7 jan 2011-24 juin 2011 : UJA Alfortville
- 2011-2013 : Vannes OC
- depuis nov 2013 : FC Mantois 78[3],[4],[5]

## Palmarès
- Finaliste de la Coupe de la Ligue en 2009 avec le Vannes OC
- Champion de France de CFA 2 (gr. H) en 2007 avec l'équipe réserve du SM Caen